# 우크라이나계 타지키스탄인
우크라이나계 타지키스탄인 (우크라이나어:Українці у Таджикистані, 타지크어:Украинҳои Тоҷикистон)은 타지키스탄에 거주하는 우크라이나인이다. 인구는 1,090명(2010년)이며 전체의 0.01%로 극소수를 차지한다. 이전에는 인구가 더 많았지많 소련의 붕괴와 타지키스탄 내전으로 인해 많은 우크라이나계 타지키스탄인들이 해외로 이주했다.

## 같이 보기
- 슬라브족
- 동슬라브족
- 우크라이나인
- 우크라이나인 디아스포라
- 타지키스탄의 인구